# Alexis Mardas
Yanni Alexis Mardas, později John Alexis Mardas, zvaný Magic Alex (2. května 1942, Athény – 13. ledna 2017 Kolonaki, Athény) byl řecký vynálezce, známý jako ředitel elektrotechnického oddělení firmy Apple Corps.
Studoval athénskou polytechniku, na studentské vízum přijel v roce 1965 do Londýna a živil se jako opravář televizorů. Vystavoval své světelné instalace v Indica Gallery, kterou provozoval John Dunbar, manžel Marianne Faithfullové a přítel mnoha rockových hvězd. V galerii se Mardas seznámil s Johnem Lennonem, na kterého jeho světelné a zvukové efekty udělaly velký dojem. Mardas Lennonovi slíbil pomoc s koupí řeckého ostrova, kde by mohli The Beatles v klidu trávit dovolenou, zúčastnil se s ním cesty do Indie za guruem Maharišim a složili spolu píseň What's the New Mary Jane. V lednu 1968 byl Mardas jmenován zaměstnancem firmy Apple Corps a dostal k dispozici moderní laboratoř, kde pracoval na řadě svých převratných vynálezů, jako byl automobil měnící barvu na požádání, silové pole oddělující při koncertech kapelu od publika, telefon s hlasovou pamětí nebo nový zvukový nosič v podobě plastového jablíčka s přehrávačem uvnitř, které znemožní kopírování desek. Žádný z těchto projektů nespatřil světlo světa, což Mardas zdůvodnil požárem laboratoře. Beatles mu i nadále důvěřovali a nechali se přesvědčit, že Mardas pro ně zbuduje supermoderní nahrávací studio se 72 stopami, které nahradí podle něj nevyhovující Abbey Road Studios. Nakonec však vytvořil nevyhovující paskvil a nový manažer skupiny Allen Klein ho propustil.
V sedmdesátých letech se Mardas zabýval snahou vytvořit neprůstřelný automobil, který by prodával předním státníkům. Žádný z jeho prototypů však nebyl použitelný. Od té doby žil v Athénách z prodeje různých upomínek na Beatles. Vyhrál řadu soudních sporů s novináři, kteří ho označili za podvodníka.